# Capture of Boer Battery by British
Capture of Boer Battery by British je americký němý film z roku 1900. Režisérem je James H. White (1872–1944). Film trvá zhruba jednu minutu. Snímek byl natočen ve West Orange v New Jersey v USA a premiéru měl 14. dubna 1900. Jedná se o jeden z prvních válečných filmů v historii kinematografie.
I když film zobrazuje chrabrost a drtivé vítězství vojáků Britského impéria, první búrskou válku ve skutečnosti vyhráli Búrové.

## Děj
Film zachycuje boj mezi búrskou střeleckou baterií a liniovým pěším plukem britské armády Gordon Highlanders odehrávající se během búrské války. Baterie je nakonec vytlačena skotskými vojáky. Búrové, kteří včas neutekli, byli zabiti.